# Mạng lưới điệp báo Portland

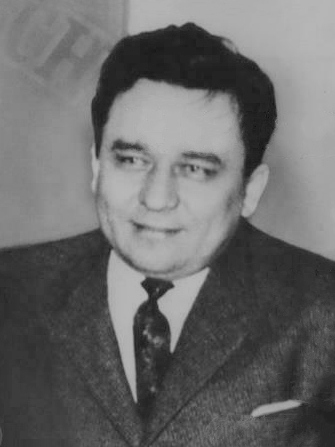
Konon Molody với tên vỏ bọc Gordon Lonsdale, năm 1961

Mạng lưới điệp báo Portland (tiếng Anh: Portland Spy Ring) là nhóm gián điệp Liên Xô hoạt động ở Anh từ năm 1953 đến 1961. Nhóm gồm năm thành viên đã thu thập được các tài liệu nghiên cứu từ Cục vũ khí dưới nước Bộ Hải quân (Admiralty Underwater Weapons Establishment - AUWE) trên đảo Portland, Dorset rồi chuyển cho Liên Xô.
Hai thành viên Harry Houghton và Ethel Gee là người Anh. Họ làm việc tại AUWE và có quyền truy cập vào những khu vực lưu trữ nghiên cứu. Sau khi lấy được thông tin, họ chuyển cho người phụ trách là Konon Trofimovich Molody. Molody là nhân viên KGB, khi ấy hoạt động dưới vỏ bọc Gordon Lonsdale mang hộ chiếu Canada. Lonsdale chuyển các tài liệu thu nhỏ microdot (vi chấm) cho Lona và Morris Cohen, hai người cộng sản Mỹ với tên giả Helen và Peter Kroger trong hộ chiếu New Zealand. Vợ chồng Kroger có vỏ bọc là nhà buôn sách cổ, sẽ chuyển tiếp về Moskva.
Mạng lưới bại lộ năm 1960 sau khi điệp viên Ba Lan Michał Goleniewski cung cấp thông tin liên quan nội gián trong Bộ Hải quân Anh. Thông tin có được đủ để lần ra Houghton. Cơ quan tình báo Vương quốc Anh MI5 đã nhìn ra được mối liên hệ giữa Houghton và Gee, giữa họ với Lonsdale và cuối cùng là vợ chồng Kroger. Cả năm người đều bị bắt vào tháng 1 năm 1961 và bị đưa ra xét xử vào tháng 3 cùng năm. Bản án dao động từ 15 năm (cho Houghton và Gee) đến 20 năm (cho vợ chồng Kroger) và 25 năm (cho Lonsdale).
Năm 1964, Lonsdale được trao đổi để lấy điệp viên Greville Wynne. Tháng 10 năm 1969, vợ chồng Kroger được trao đổi nằm trong những hành động để Anh nhận về công dân Gerald Brooke bị bắt dựa trên các cáo buộc sai. Houghton và Gee được trả tự do sớm vào tháng 5 năm 1970.

## Bối cảnh

### HMSOspreyvà Cục vũ khí dưới nước của Bộ Hải quân

Bản đồ các cơ sở Bộ Hải quân trên Đảo Portland, Dorset

Cuối thập niên 1950, quân đội Anh tự thành lập đơn vị nghiên cứu và phát triển dưới nước trên Đảo Portland, Dorset. Năm 1959 và 1960 diễn ra một loạt hoạt động hợp nhất các đơn vị chuyên môn, trong đó Cục vũ khí dưới nước (tiếng Anh: Underwater Weapons Establishment) cùng với Cục vũ khí và đối sách dưới nước (tiếng Anh: Underwater Countermeasures & Weapons Establishment) hợp lại thành Cục vũ khí dưới nước Bộ Hải quân (AUWE).
Thập niên 1950, Portland là nơi diễn ra phần lớn công việc phát triển chiếc HMS Dreadnought (S101). Hạ thủy năm 1960, Dreadnought là tàu ngầm chạy bằng năng lượng hạt nhân đầu tiên của Vương quốc Anh. Tàu trang bị sonar loại 2001, được sử gia hải quân Iain Ballantyne mô tả là "cực kỳ mạnh mẽ", vì năng lượng hạt nhân từ lò phản ứng có thể "phát hiện các mối đe dọa bằng cách sử dụng sonar chủ động ở phạm vi chưa từng có đối với cả tàu biển và tàu ngầm". Khi đó, các chuyên gia nghiên cứu tại AUWE đang cải thiện khả năng tàng hình của tàu ngầm và phát triển một thế hệ tàu ngầm mới được trang bị tên lửa đạn đạo hạt nhân.
HMS Osprey là cơ sở huấn luyện tác chiến chống tàu ngầm nằm ở mũi bắc Portland. Căn cứ đã nghiên cứu và phát triển các phương pháp và thiết bị phát hiện tàu ngầm. Từ năm 1957 trở đi, các đơn vị trực thăng chống tàu ngầm cũng dùng Osprey làm căn cứ huấn luyện.

### Konon Molody (Gordon Lonsdale; 1922–1970)
Konon Trofimovich Molody (tiếng Nga: Ко́нон Трофи́мович Моло́дый) là một sĩ quan tình báo Liên Xô. Ông được đào tạo tại Mỹ từ năm 7 tuổi, ở đó 9 năm rồi trở về Nga năm 1938. Năm 1940, ông được NKVD (tiền thân của KGB) tuyển mộ. Năm 1949, ông gia nhập tuyến tình báo chính trị và được huấn luyện thành đặc vụ bất hợp pháp — điệp viên không được miễn trừ ngoại giao hoạt động bí mật ở nước ngoài. Năm 1954, ông dùng danh tính Gordon Lonsdale, quốc tịch Canada để từ Nga đến Canada làm việc bán hàng. Tháng 2 năm 1955, Lonsdale đến Hoa Kỳ, liên lạc với đặc vụ Rudolf Abel rồi lên đường sang Anh. Ông đăng ký khóa tiếng Trung tại Trường Nghiên cứu Phương Đông & Châu Phi. Năm 1956, nhằm che đậy thân phận điệp viên, ông trở thành giám đốc xuất khẩu của một doanh nghiệp cho thuê máy hát và máy bán hàng tự động. Với vị trí chức danh này, ông thực hiện những chuyến đi tới nội lục châu Âu, thậm chí có lần tới Ba Lan. Ông có thể gặp mặt các sĩ quan KGB trong thời gian tạm rời nước Anh này.

### Lona và Morris Cohen (Helen và Peter Kroger; 1913–1992 và 1910–1995)
Lona và Morris Cohen là những người cộng sản Mỹ. Morris từng chiến đấu trong Lữ đoàn Quốc tế tham gia Nội chiến Tây Ban Nha. Sau khi bị thương ở chân, ông được tình báo Liên Xô tuyển mộ. Người thu nhận Morris có thể là đại tá NKVD Alexander Orlov. Tháng 11 năm 1938, ông trở lại Hoa Kỳ. Ông gặp Lona (nhũ danh Petka) và hai người kết hôn vào tháng 7 năm 1941. Trước đó, Lona không hề biết Morris là điệp viên Liên Xô, nhưng được chồng tiết lộ ngay sau đám cưới. Lona đảm trách việc vận chuyển tài liệu mật từ Theodore Hall và Saville Sax tại Dự án Manhattan tới lãnh sự quán Liên Xô ở New York. Một trong những tài liệu mà Lona từng chuyển là sơ đồ hoàn chỉnh về bom nguyên tử của Hoa Kỳ. Chính quyền Moskva nhận được thông tin 12 ngày trước khi Hoa Kỳ thử nghiệm vũ khí. Dựa trên thông tin tình báo nhận được, Liên Xô đã có thể thử nghiệm vũ khí hạt nhân đầu tiên bốn năm sau đó.
Khi dự án giải mã Venona bắt đầu phanh phui các điệp viên Nga hoạt động ở Mỹ, vợ chồng Cohen nhận ra nguy cơ bị lộ nên đào thoát vào tháng 6 năm 1950, đầu tiên là đến Moskva rồi tới Ba Lan. Năm 1954, họ chuyển đến Cranley Drive, Ruislip, ngay ngoại ô Luân Đôn, dưới vỏ bọc người New Zealand tên là Helen và Peter Kroger. Peter mở một tiệm sách cổ trên đại lộ Strand. Sau khi ổn định, nhà Kroger bắt liên lạc với Lonsdale. Lonsdale đã hỗ trợ hai vợ chồng đào đống gạch vụn dưới hầm bếp, giấu điện đài để liên lạc với Moskva.

### Harry Houghton (1905–1985) và Ethel Gee (1914–1984)
Năm 1945, Harry Houghton vinh dự giải ngũ khỏi Hải quân Hoàng gia với cấp bậc sĩ quan quân kỷ (tiếng Anh: master-at-arms - MAA) và chuyển sang làm văn thư tại HMS Osprey. Đến năm 1951, ông tham gia tùy viên hải quân của đại sứ quán Anh tại Warszawa, Ba Lan, mang theo vợ là Peggy. Ông rơi vào lưới tình với một phụ nữ Ba Lan tên là Katarina mà không biết rằng đó là nhân viên cơ quan tình báo Ba Lan. Ông bắt đầu rượu chè tiệc tùng liên miên và hết tiền. Katarina đề nghị Harry tham mối cà phê chợ đen, đặt hàng từ Anh và bán giá cao cho người Ba Lan. Hôn nhân rạn nứt nghiêm trọng, Houghton đánh Peggy khi vợ chồng thường xuyên cãi vã, nhất là lúc Houghton say. Theo Peggy, Houghton nhiều lần dọa giết mình, có lần quăng bà vào tường, dùng điếu thuốc đang cháy rụi vào người hay một lần còn định xô bà xuống từ vách đá.
Theo MI5 và KGB, Houghton thực hiện động thái đầu tiên làm nội gián vào năm 1951 khi viết cho Bộ trưởng Bộ Ngoại giao Ba Lan đề nghị bán tin tình báo lấy tiền. Khi trao đổi với một sĩ quan tình báo Ba Lan, Houghton giải thích mong muốn của mình "Nhà cầm quyền Anh hiện tại đã bán nước cho Mỹ và biến thành thuộc địa của Mỹ". Houghton nhận mật danh Miron và bắt đầu gửi các tài liệu nhạy cảm cho đầu mối phụ trách. Tháng 5 năm 1952, ông chuyển 715 tài liệu; tăng lên 1.167 vào tháng 8, bao gồm thông tin chi tiết về một điệp viên Anh ở Murmansk và cơ cấu Tình báo Hải quân Anh. Houghton say sưa rượu chè khiến đại sứ quán lo ngại và điều chuyển về Anh vào tháng 10 năm 1952, chỉ sau 15 tháng thay vì ba năm công tác. Houghton đã nhận một công việc tại AUWE khi trở về. Trong tự truyện, ông tuyên bố chỉ bị tống tiền để bắt đầu làm gián điệp sau khi trở về Anh, với những lời đe dọa chống lại Katarina nếu không chịu hợp tác.
Ethel Gee mang biệt danh Bunty, sống ở Portland với mẹ già và cô chú. Tháng 10 năm 1950, bà làm thư ký hồ sơ tại AUWE, được nắm các tài liệu tuyệt mật. Bà có quyền truy cập vào nơi có bản vẽ mật của những dự án thử nghiệm hoặc nguyên mẫu đang được tiến hành. Bà là người độc thân, không có bạn thân và có cuộc sống bình lặng khi gặp Houghton vào khoảng đầu đến giữa thập niên 1950. Houghton mô tả Gee trong hồi ký là "triệu phụ nữ có một". Khi Houghton thông báo hôn nhân mình đang đổ vỡ, hai người từ tình bạn trở thành tình nhân của nhau.

## Hoạt động gián điệp

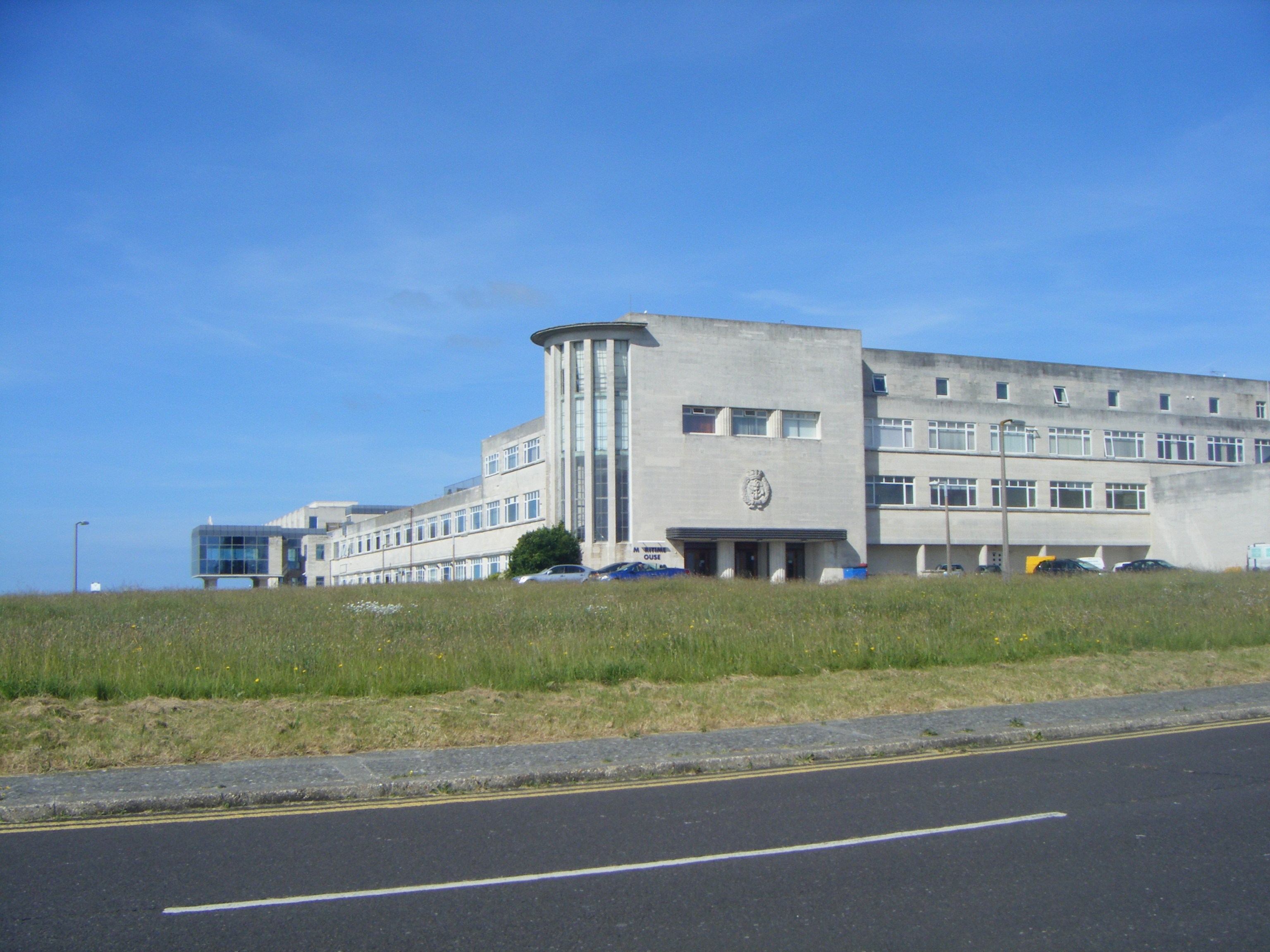
Cục vũ khí dưới nước Bộ Hải quân trước đây ở Portland

Năm 1953, ngay sau khi Houghton trở lại Portland, tình báo Nga đã liên lạc để tiếp tục hoạt động gián điệp. Houghton được giao một máy ảnh Minox kích thước 3+1⁄2 nhân 1+1⁄8 nhân 3⁄8 inch (88,9 mm × 28,6 mm × 9,5 mm) mà ông nói rằng "có thể dễ dàng biến thành chiếc bật lửa trong nháy mắt". Dù ban đầu không có quyền truy cập thông tin nhạy cảm nhưng Houghton đã sớm tiếp cận được phòng hồ sơ mật bằng cách làm thay nhân viên trong lúc họ ăn trưa. Ông bắt đầu chuyển tài liệu cho Nga với tốc độ mà MI5 gọi là "sung mãn": 1.927 trang tài liệu năm 1954 và 1.768 trang vào năm 1955. Trong đó bao gồm chi tiết về cơ chế che giấu tiếng ồn chân vịt và phát hiện tàu ngầm tốc độ cao, chi tiết về chiếc HMS Dreadnought và chương trình đóng tàu của hải quân. Lonsdale đã hướng dẫn Houghton không được nói với Gee về các hoạt động của mình. Tại các điểm đã thỏa thuận, Houghton lái xe đến những quán rượu trong khu vực Kingston upon Thames vào cuối tuần, mang theo phim chụp tài liệu hải quân. Ông thường được yêu cầu cung cấp các lĩnh vực cụ thể cần thiết, chẳng hạn như ngư lôi dẫn đường và phát hiện tàu ngầm. Houghton được trả tiền thưởng cho lượng thông tin cung cấp; ông nhận 500 bảng Anh tháng 12 năm 1955. Lương cả năm của Houghton khi ấy chỉ là 741 bảng Anh. Houghton tiêu xài hoang phí. Mức lương chưa đến 15 bảng Anh một tuần, nhưng ông đã chi khoảng  20 bảng Anh một tuần tại nhiều quán rượu địa phương khác nhau, mua một chiếc Renault Dauphine và 150 bảng Anh để mua máy rađiô quay đĩa.
Trước khi hôn nhân tan vỡ với Katrina, Houghton đã mắc phải những sai lầm nghiêm trọng có thể dẫn đến bại lộ việc làm gián điệp. Một buổi tối, ông đặt một gói giấy màu nâu trên bàn phòng ngủ; vợ ông cho rằng trong đó có bằng chứng ngoại tình nên đã mở ra và thấy một xấp tài liệu mật Bộ Hải quân. Houghton cũng cho vợ xem một xấp tiền giấy mà bà ước tính khoảng 150 bảng Anh. Bà có đủ nghi ngờ và ba lần đặt vấn đề với Bộ Hải quân vào năm 1955. Năm 1956, Bộ Hải quân liên hệ với MI5, báo cáo rằng vợ Houghton đã kể chuyện "chồng cô ta đang tiết lộ thông tin bí mật cho những người không được phép tiếp nhận". Biết rõ rạn nứt vợ chồng họ, Bộ Hải quân lại thêm lời "Có thể toàn bộ những cáo buộc này không gì khác ngoài việc người vợ bộc phát do ghen tuông và bất mãn", và rằng cáo buộc đó có lẽ "được đưa ra chỉ là nhất thời và nông nổi". Tuy không bị điều tra nhưng cuối năm 1956, Houghton được điều chuyển từ AUWE sang HMS Osprey, nơi có ít khả năng tiếp cận thông tin mật hơn.

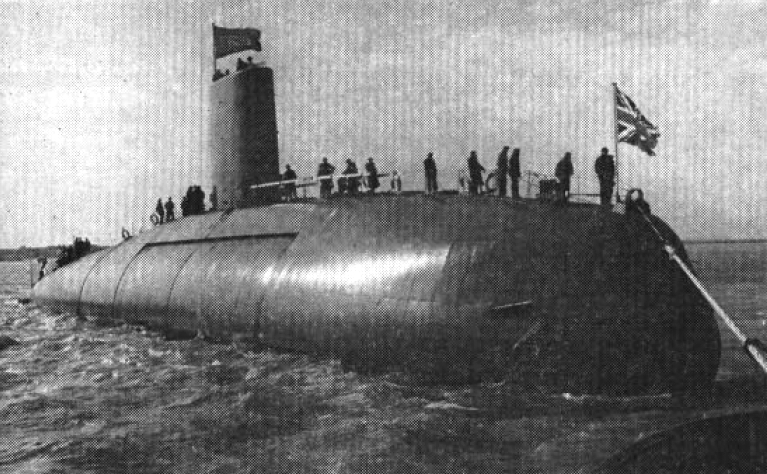
sau khi hạ thủy năm 1960

Năm 1956, vợ chồng Houghton tan vỡ. Không tiếp cận được tài liệu đồng nghĩa với việc mất đi khoản lợi nhận từ người Nga, nên Houghton cạn tiền. Gee cho vay 200 bảng Anh để giúp Houghton mua và chuyển ra ở trong một chiếc caravan, Houghton trả góp lại 10 bảng Anh một tháng. Muốn kiếm lại được các khoản trước kia, Houghton đề xuất với Lonsdale sẽ cho Gee biết về các hoạt động của mình và dùng cô lấy các tài liệu mật mà mình không còn quyền tiếp cận. Phía Nga quan tâm vì Gee ở vị trí có mức độ bảo mật cao hơn Houghton và đã đồng ý. Houghton giới thiệu Lonsdale trong vai Tư lệnh Mỹ Alex Johnston với Gee. "Johnston" giải thích rằng mình muốn đảm bảo Vương quốc Anh đang cung cấp thông tin cho Hoa Kỳ đúng theo nghĩa vụ đã cam kết của hiệp ước NATO. Ông cho Gee biết chi tiết những gì mình quan tâm và khuyên dạy cách tránh được những biện pháp an ninh nội bộ. Trong số thông tin Lonsdale yêu cầu có chi tiết về sonar loại 2001 trên HMS Dreadnought và thiết bị phát hiện dưới nước. Lonsdale đánh giá cao và xem Gee "chắc chắn tốt hơn Houghton". Ông coi Houghton là "mắt xích yếu nhất trong mạng lưới" và là "thằng ngốc".
Houghton và Gee thu thập tài liệu cho Lonsdale, rồi Lonsdale chuyển chúng cho vợ chồng Kroger. Vợ chồng Kroger giữ vai trò truyền tin về Moskva. Một số thông tin truyền bằng điện đài giấu dưới sàn bếp, thông qua ăngten 75 foot (23 m) ẩn trong gác mái. Một số nghiên cứu cũng được chuyển thành vi chấm microdot, chèn vào gáy sách rồi ra khỏi nước Anh khi Peter Kroger gửi cho khách hàng ở Châu Âu qua việc bán sách. Sau đó, ông sẽ liên hệ với Moskva bằng mật mã được tạo ra từ mã một lần (OTP), và gửi truyền dẫn gói nhanh, hơn 200 từ một phút để báo đã chuyển hàng gì cho KGB.

## Bị lộ và bắt giữ

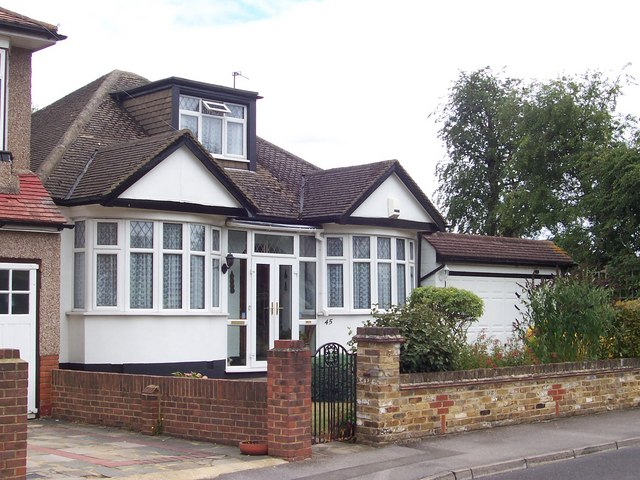
Lonsdale thường ghé nhà Kroger tại Ruislip.

Năm 1960, điệp viên Ba Lan Michał Goleniewski báo với người phụ trách tại Cơ quan Tình báo Trung ương Hoa Kỳ (CIA) rằng có một điệp viên Nga làm việc cho Hải quân Hoàng gia Anh đã từng ở Warsazawa năm 1952 và được gọi là "Horton" hoặc na ná như thế. Thông tin được chuyển tới MI5 và nhanh chóng nhận diện đó là Houghton. Sĩ quan MI5 Peter Wright cho biết các báo cáo ghi nhận đầu tiên từ năm 1959 nhưng không có đủ bằng chứng để xác định Houghton; chỉ sau báo cáo thứ hai vào tháng 3 năm 1960 mới có thể nhận diện được. Đặc trách MI5 vụ này là Charles Elwell, người về sau đứng đầu cuộc điều tra tội danh gián điệp đối với John Vassall và John Stonehouse.
Giữa năm 1960, những chuyên gia giám sát MI5 bắt đầu quan sát động thái của Houghton và Gee, đặc biệt để ý tới các chuyến họ đi tới Luân Đôn hàng tháng. Trong một chuyến đi như vậy, họ mục kích Houghton đưa chiếc túi nhựa cho một người đàn ông khác để đổi lấy một phong bì. Họ bám theo người đàn ông trở lại xe và xác định chiếc xe thuộc sở hữu của Lonsdale. Họ tiến hành giám sát chặt chẽ và ngay sau đó thấy Lonsdale đến một chi nhánh ngân hàng của mình, đặt vali và bưu kiện trong két ký gửi an toàn.
Tổng giám đốc MI5 Roger Hollis liên lạc với chủ tịch Ngân hàng Midland và sắp xếp để MI5 mở két ký gửi. Ngày 5 tháng 9 năm 1960, két được mở ra. Bên trong phát hiện những máy ảnh mini Minox và Praktica và bộ bật lửa Ronson trong nõ gỗ; đem chụp x-quang thì thấy được các mã một lần cùng những bộ tham chiếu bản đồ. Họ kiểm tra, chụp ảnh và đặt lại chỗ cũ mọi thứ trong hộp của Lonsdale. Cảnh sát Canada tiến hành điều tra lai lịch và giao cho MI5 bản sao hộ chiếu của Lonsdale. MI5 thực hiện nghe trộm căn hộ của Lonsdale và xác định nhân vật phi pháp này đang làm việc cho chính quyền ngoại quốc trong một vỏ bọc khác tại Luân Đôn. Cơ quan tình báo tín hiệu Anh GCHQ bắt được hết các tin nhắn mỗi khi Lonsdale dùng điện đài, rồi sao chép nội dung thông tin gửi về Moskva, dùng bản mã một lần sao được từ két ký gửi để giải mật. Tháng 11 năm 1960, MI5 theo đuôi Lonsdale đến nhà Kroger ở Ruislip; họ lập chốt quan sát ở nhà đối diện để theo dõi cặp vợ chồng.
Ngày 2 tháng 1 năm 1961, được Bộ Hải quân chấp thuận, các sĩ quan MI5 phụ trách vụ việc đã quyết định theo dõi nhóm điệp viên Portland trong ba tháng nữa, để xem liệu Lonsdale chỉ đang bắt mối với Houghton hay còn điệp viên nào khác hay không. Ngày 4 tháng 1, CIA thông báo với họ rằng Goleniewski sẽ đào thoát vào ngày hôm sau. Nhận thấy rằng việc một đặc vụ tình báo cấp cao của Ba Lan chạy sang phương Tây có thể sẽ cảnh báo người Nga về khả năng Houghton bị lộ, rồi từ đó kéo theo cả mạng lưới, MI5 quyết định hành động vào ngày 7 tháng 1 theo lịch các điệp viên sẽ gặp nhau. Nhưng họ sẽ giám sát Lonsdale chặt chẽ để phát hiện bất cứ cảnh báo nào từ Moskva.
Thứ Bảy đó, Houghton và Gee bắt xe lửa tới Luân Đôn, nhân viên theo dõi của MI5 và thám tử thuộc Chi nhánh Đặc biệt để mắt tới họ trong suốt hành trình. MI5 không có quyền bắt giữ và cần phải làm việc với cảnh sát nếu cần, thường là với Chi nhánh Đặc biệt. Sau khi mua sắm, cặp đôi đến nhà hát Old Vic và gặp Lonsdale. Ngay khi cả ba ở cùng một chỗ với nhau, cảnh sát và MI5 nhảy tới và bắt giữ họ. Trong túi của Gee, cảnh sát tìm thấy bản sao của 4 hồ sơ tuyệt mật AUWE và cuộn phim chưa rửa, về sau phát hiện chứa tới 310 bức ảnh chụp nghiên cứu HMS Dreadnought và mệnh lệnh Bộ Hải quân. Cảnh sát và MI5 lục soát nơi ở của Houghton, Gee và Lonsdale, tìm thấy thêm bằng chứng buộc tội, bao gồm máy ảnh mini, số tiền lớn, bảng mã hóa, vật liệu để tạo ra vi chấm microdot và nhiều thông tin mật khác.
Tối đó, vợ chồng Kroger bị bắt. Trước khi bị giải đi, Helen nhặt lấy túi xách và xin phép cảnh sát được châm lửa lò sưởi. Một sĩ quan cảnh sát sinh nghi nên đã từ chối và thu giữ túi xách. Về sau, họ biết rằng trong túi có đựng dạng vi chấm microdot để Lonsdale và chính quyền Moskva liên lạc với nhau. Cảnh sát và MI5 mất hơn một tuần để khám xét toàn bộ ngôi nhà. Trong số những thứ thu được có hộ chiếu New Zealand mang tên Helen và Peter Kroger, một hộp bột tan có các ngăn rỗng bên trong, trong một ngăn chứa đầu đọc microdot, một cục pin có nắp tháo lắp được, bên trong là 6.000 đô la Mỹ và máy phát vô tuyến giấu dưới sàn nhà bếp. Cảnh sát phát hiện dấu vân tay vợ chồng Kroger khớp với mẫu lưu trữ của Scotland Yard. Khớp với thông tin FBI gửi đến vào năm 1958 đã xác định họ là gián điệp Liên Xô bị truy nã Lona và Morris Cohen.

## Xét xử
Ngày 7 tháng 2 năm 1961 bắt đầu mở các phiên điều trần tại Tòa sơ thẩm Phố Bow. Tòa án được thay đổi phù hợp cho vụ này, lắp thêm băng ghế dài tạm thời cho nhiều phóng viên muốn tham dự. Đứng đầu vụ truy tố là tổng chưởng lý Reginald Manningham-Buller có bài tuyên bố khai mạc trong vòng hai tiếng đồng hồ, cung cấp chi tiết về mạng lưới gián điệp, cách thức hoạt động và thiết bị được dùng để mã hóa và truyền tin về Moskva. Ngày 10 tháng 1, phiên điều trần kết thúc với phán quyết cả 5 bị cáo đều phải bị xét xử, không được bảo lãnh tại ngoại.
Ngày 13 tháng 3 năm 1961 diễn ra phiên tòa xét xử vụ án gián điệp tại Old Bailey; trưởng pháp quan Chánh án Parker làm chủ toạ. Cả năm bị cáo đều bị buộc tội "âm mưu truyền đạt thông tin trái với Mục 1 trong Đạo luật Bí mật Nhà nước năm 1911". Houghton về sau đã viết trong tiểu sử của mình rằng "Lời khai tôi đưa ra tại Old Bailey khá vô nghĩa. Tại ghế nhân chứng, tôi không dám kể thật về mạng lưới điệp báo Portland, mà phải hạ thấp sao cho có lợi nhất". Trong bài viết về lịch sử mạng lưới điệp báo Portland, nhà báo Trevor Barnes nói về bằng chứng Gee đưa ra là một "câu chuyện không thuyết phục... đầy dối trá". Vụ xét xử kéo dài đến ngày 22 tháng 3. Trong vòng chưa đến 90 phút, bồi thẩm đoàn kết luận tất cả năm bị cáo đều có tội. Lonsdale bị kết án 25 năm tù; vợ chồng Kroger nhận án 20 năm, Houghton và Gee chịu mức án 15 năm tù.

## Hậu truyện
Cuối tháng 3 năm 1961, Bộ trưởng Nội vụ Rab Butler tuyên bố thành lập ủy ban điều tra dưới quyền của cựu Chánh án Phúc thẩm Ngài Charles Romer. Cuộc điều tra "[nhằm] xem xét các tình huống liên quan đến phiên tòa xét xử gián điệp gần đây tại Tòa án Hình sự Trung ương và đặc biệt trong đó hai cá nhân được tuyển dụng và làm việc tại những cơ quan hải quân, với quan điểm xác định đã xảy ra vi phạm gì về các thiết lập bảo mật, nếu có".
Theo các nhà báo David Wise và Thomas B. Ross, việc thành lập ủy ban "dường như chấm dứt nỗi hoang mang về bảo mật". Tuy nhiên, một tháng sau khi Romer tiến hành điều tra, sĩ quan MI6 George Blake bị bắt và bị buộc tội làm gián điệp. Thủ tướng Harold Macmillan coi đó là "đòn mới"  và đi đến thỏa thuận với lãnh đạo Công đảng và phe đối lập Hugh Gaitskell rằng ủy ban Romer nên kết thúc điều tra và chuyển khuyến nghị sang cuộc điều tra mới do Chánh án Radcliffe chủ trì, nhằm xem xét các thủ tục và thực hành bảo mật trong bối cảnh rộng hơn.
Ủy ban Romer mang tư cách cơ quan hành chính hơn là một thực thể pháp lý, nghĩa là không nhân chứng nào có đại diện pháp lý bên cạnh. Hơn 20 nhân chứng đã kể lại bằng chứng, bao gồm các thành viên cấp cao của MI5, Bộ Hải quân, Tình báo Hải quân và GCHQ. Hollis chỉ trích các thiết lập bảo mật tại AUWE, nơi thường cho phép nhân viên cấp cao mang thông tin mật ra khỏi đơn vị về xử lý qua đêm. Elwell trình bày báo cáo sơ bộ trước ủy ban, trong đó mô tả Lonsdale là "một người có sức hút đáng kể... hài hước và châm biếm hơn là tế nhị, đa phần chủ đề nào cũng có thể nói chuyện trôi chảy và sắc bén". Vợ chồng Kroger thì bị lên án nhiều hơn, Peter được mô tả là "kẻ phiền toái ngạo đời... cuộc sống chạy theo chủ nghĩa lý tưởng ôi thiu" còn Helen là "thậm chí kém duyên hơn ... bề ngoài và cư xử của cô ta trông hệt như một kẻ cuồng tín quyết liệt".
Cuộc điều tra của Romer được báo cáo vào tháng 6 năm 1961. Macmillan đọc các kết luận trước quốc hội. Sau khi trình bày bốn điểm liên quan đến công việc của Houghton và Gee tại Portland, phần tiếp theo như sau:
5. Năm 1956, Houghton hai lần bị các nhà chức trách tại Cục Phát hiện Dưới nước đặt chú ý là có thể xảy ra rủi ro an ninh. Các cuộc điều tra không được thực hiện đầy đủ và báo cáo vừa không hoàn thiện lẫn gây hiểu lầm được đệ trình lên Bộ Hải quân. Sĩ quan An ninh tại Cục phải bị nghiêm trị vì đã xử lý theo cách tùy tiện. Tuy nhiên, đáng ra người đứng đầu Cục phải tự có trách nhiệm đảm bảo đã tiến hành điều tra xác đáng và báo cáo đầy đủ cho Bộ Hải quân.
6. Do đó, trách nhiệm chính thuộc về các quan chức Cục Phát hiện Dưới nước vào năm 1956 đã không thực hiện một cuộc điều tra xác đáng về Houghton khi ấy. Bằng chứng cho thấy Cục có thiếu sót chung về "nhận thức an ninh" và trách nhiệm này phải thuộc về Cục trưởng. Nhưng dù chỉ nhận được báo cáo không đầy đủ và sai lệch từ Portland, Bộ Hải quân và Cơ quan An ninh cũng phải chịu chỉ trích vì không thúc đẩy vấn đề này đến được cái kết tích cực.

Nghị sĩ Đảng Bảo thủ Donald Johnson nhận xét rằng Romer "đã không ngần ngại đưa ra xét đoán và không cho phép mình trở thành một trong những lữ đoàn đi 'minh oan'".

## Diễn tiến về sau

### Lonsdale

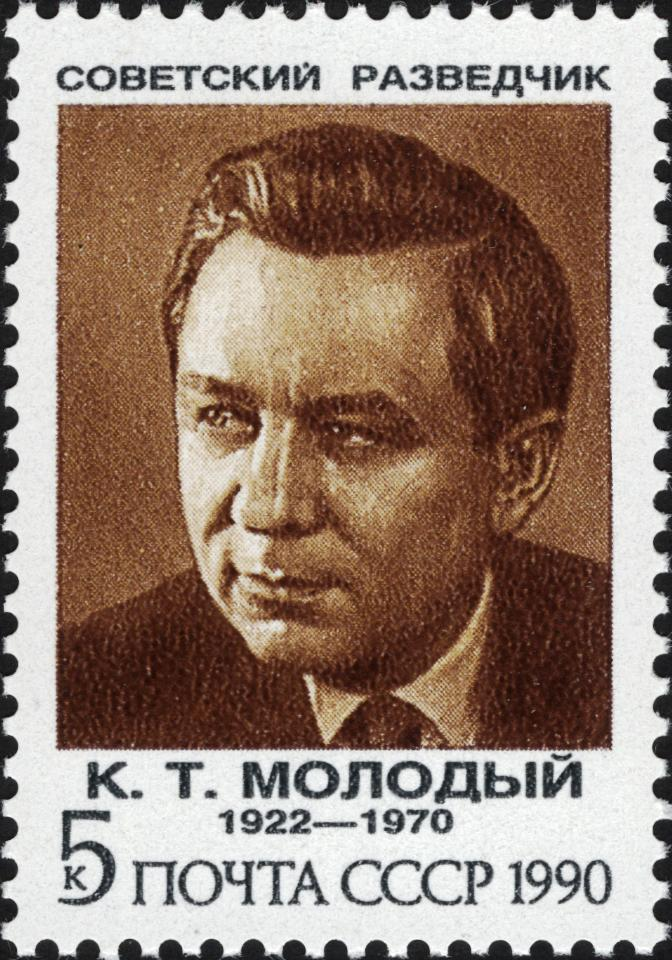
Molody "Lonsdale" trên tem Liên Xô năm 1990

Tháng 11 năm 1962, thương gia Anh Greville Wynne bị bắt với tội danh gián điệp tại Budapest, Hungary. Ông từng là người chuyển tin từ Đại tá tình báo quân đội bí mật Nga GRU Oleg Vladimirovich Penkovsky. Tháng 5 năm 1963, Wynne bị kết án 8 năm tù trong một phiên tòa dàn dựng tại Moskva; còn Penkovsky nhận án tử hình. Wynne phải chịu cảnh tù giam tàn tệ và sức khỏe nhanh chóng suy kiệt (cân nặng tụt 2 stone (28 lb; 13 kg) vào giữa năm 1963). Chính quyền Anh bí mật bàn thảo về các đề xuất trao đổi gián điệp của Nga. Ngày 21 tháng 4 năm 1964, Lonsdale được đưa ra khỏi nhà tù Winson Green ở Birmingham, đưa lên máy bay tới Tây Đức để đổi lấy Wynne.
Năm 1965, Lonsdale xuất bản cuốn tiểu sử Điệp viên do Kim Philby viết, Philby cũng là người đào thoát sang Liên Xô năm 1964. Barnes lưu ý "sách chứa nhiều lời dối trá", còn sử gia Christopher Andrew gọi đó là "những hồi ức gây hiểu lầm" "chứa nhiều thông tin sai lệch, như lời bao biện rằng vợ chồng Kroger hoàn toàn trong sạch".
Lonsdale qua đời vào tháng 10 năm 1970 khi đang đi dã ngoại cùng gia đình. Sau ly vodka thứ hai, ông bị đột quỵ và qua đời trong vài ngày. Năm 1990, ông được chính phủ Liên Xô vinh danh in hình trên tem bưu chính.

### Vợ chồng Kroger

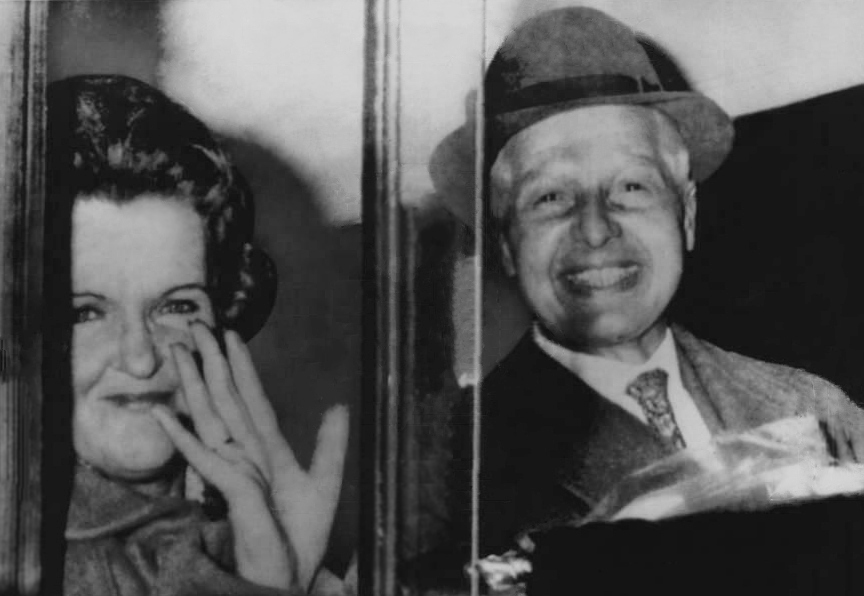
Vợ chồng Kroger trên đường thoát khỏi tù giam đến Moskva năm 1969

Tháng 10 năm 1969, vợ chồng Kroger được thả, nằm trong kế hoạch trao đổi với Gerald Brooke. Brooke bị bắt với tội danh gián điệp vào tháng 4 năm 1965. Ông không phải điệp viên và cũng không tham gia hoạt động tình báo. Nhưng là người cực kỳ mộ đạo, ông làm việc với một nhóm lưu vong chỉ trích chính quyền Liên Xô. Brooke bị kết án 5 năm tù, nhưng sức khỏe ngày càng tồi tệ sau 4 năm. Với nguy cơ Brooke bị tăng án do cáo buộc bổ sung sai lệch, Anh thỏa thuận để Nga thả Brooke trước vợ chồng Kroger ba tháng.
Tháng 11 năm 1969, tiệc tối mừng vợ chồng Kroger được tổ chức tại một dacha của KGB. Chủ tịch KGB Yuri Vladimirovich Andropov đến dự và trao tặng Huân chương Cờ đỏ cho hai người. Dưới thời Boris Nikolayevich Yeltsin, họ được mệnh danh là Anh hùng Liên bang Nga. Helen qua đời tháng 12 năm 1992; còn Peter mất tháng 6 năm 1995. Cả hai được an táng tại Nghĩa trang Novokuntsevo của KGB. Hai vợ chồng được chính quyền Nga vinh danh in hình trên tem bưu chính năm 1998.

### Houghton và Gee
Houghton và Gee được phép viết thư cho nhau trong tù dù đây là hành động thường không được phép, vì MI5 muốn khai thác xem liệu có sơ suất nào trong thư từ không. Houghton chịu tù vài tháng tại Wormwood Scrubs trước khi được chuyển đến Winchester. Gee chịu án phần lớn thời gian tại HM Prison Styal, một nhà giam lỏng ở Cheshire.
Dù chịu án tù ngắn nhất trong các điệp viên mạng lưới Portland, nhưng Houghton và Gee lại phải ngồi tù lâu nhất; cả hai được thả cùng ngày vào tháng 5 năm 1970. Gee chuyển về nhà cũ tại Portland; Houghton đến một căn hộ ở ngoại ô Poole, Dorset. Cả hai bắt đầu gặp lại nhau dù liên tục phải tránh mặt báo giới. Họ kết hôn vào tháng 4 năm 1971.
Năm 1972, Houghton viết Operation Portland (Chiến dịch Portland). Barnes lưu ý nhiều điểm không chính xác và mô tả nó là một "tập sách chán... lời phàn nàn dài cả cuốn sách về sự kém cỏi của Cơ quan An ninh, sự bất công trong phiên tòa và những khắc nghiệt phải chịu trong tù". Gee mất năm 1984; Houghton qua đời năm 1985.

## Di sản
Ngoài tin tức và tổng hợp lịch sử, mạng lưới điệp báo Portland và hậu truyện được miêu tả trong sách, bao gồm lịch sử về những gì đã diễn ra, hồi ký cá nhân của những người liên quan. Câu chuyện cũng được lên sân khấu và màn ảnh, ví dụ như:
- Ring of Spies (tạm dịch: Mạng lưới điệp viên, 1964), phim với diễn xuất của Bernard Lee và William Sylvester;[118]
- Act of Betrayal (tạm dịch: Hành động phản bội, 1971) vở kịch nằm trong loạt Play of the Month phát sóng trên BBC One, đạo diễn Hugh Whitemore;[119]
- Pack of Lies (tạm dịch: Loạt những lời dối trá, 1983), Whitemore chuyển thể kịch truyền hình cho sân khấu;[120]
- A Pack of Lies (tạm dịch: Một loạt những lời dối trá, 1987) bản làm lại của CBS với sự tham gia của Teri Garr, Alan Bates và Ellen Burstyn;[121]
- Kịch của Whitemore cũng được phát trên BBC Radio 4 có tựa đề Betrayal – Pack of Lies trong loạt Saturday Play vào ngày 9 tháng 9 năm 2006, với Alfred Molina, Michael York và Ed Begley Jr.[122]

Năm 2019, nhiều tài liệu liên quan đến mạng lưới điệp báo Portland đã được Thư khố Quốc gia Anh phát hành; nhiều hồ sơ trước đó cũng đã được đưa ra vào tháng 11 năm 2017. Tài liệu có bình luận từ cựu tổng giám đốc MI5 Martin Furnival Jones nhấn mạnh thư từ vợ trước của Houghton:
Rõ ràng là chúng ta lẽ ra phải tiến hành điều tra vào năm 1956. Nếu làm vậy thì rất có thể đã lật tẩy hoạt động gián điệp của Houghton và có khả năng là chúng ta sẽ phát hiện ra thành viên đại sứ quán Liên Xô đang nắm anh ta làm gián điệp. Chúng ta cũng có thể đã gặp cô Gee. Nếu làm như vậy thì lẽ ra chúng ta đã ngăn chặn được việc rò rỉ thông tin từ Bộ Hải quân khoảng bốn năm trước đó.